# 周孟中
周孟中（1437年—1502年），字時可，江西吉安府廬陵縣人，民籍。明朝政治人物。進士出身。

## 生平
江西鄉試第八名。成化五年（1469年）乙丑科會試第二十一名，殿試登進士第二甲第四十五名，累遷廣東布政使，弘治中終左副都御史。
曾祖周仲良。祖父周子遜。父周詢，曾任教諭。